# 89 ق هـ
89 ق هـ هي السنة التاسعة والثمانون السابقة للهجرة النبوية، وهي توافق ما بين سنتي 535 و536 حسب التقويم الميلادي، أي أنها بدأت في سنة 535م وانتهت في سنة 536م.